# Цагарели, Георгий Константинович
Георгий Константинович Цагаре́ли (Цагарейшви́ли) (груз. გიორგი ცაგარელი (ცაგარეიშვილი); 1893—1955) — грузинский советский поэт, писатель, кинодраматург, переводчик с грузинского. Лауреат Сталинской премии первой степени (1941).

## Биография
Родился 8 (20) августа 1893 года в Кутаиси, окончил там гимназию в 1910 г. В 1910—1914 гг. учился в Одессе на историко-филологическом факультете Новороссийского университета. Участник поэтических вечеров. Сотрудничал с газетой «Южная мысль», входил в круг «южно-русских» (как они себя называли) молодых одесских поэтов-футуристов, был участником и редактором всех их сборников (см. библиографию). В 1916 г. окончил Сергиевское артиллерийское училище в Одессе (ускоренный выпуск), был на фронте. После Февральской революции был разоблачен как агент царской охранки, «одесская литературная общественность прекратила знакомство с ним». Вернулся в Грузию. Сотрудничал в русских и грузинских журналах. Писал верноподданнические произведения и переводил грузинских классиков.
В 1937 г. вышел его перевод поэмы Шота Руставели «Витязя в тигровой шкуре», многие цитаты из которого стали афоризмами (наиболее известная — «Каждый мнит себя стратегом, видя бой со стороны»). В 1942 г. вышла книга стихов «Дни гнева».
Умер 25 апреля 1955 года.

### В кино
Писал сценарии фильмов. Литературный консультант фильма «Последний маскарад» (1934).

### Участие в сборниках
- Шелковые фонари (Одесса, тип. «Спорт и наука», 1914)
- Серебряные трубы (Одесса, тип. «Спорт и наука», 1915)
- Авто в облаках (Одесса, тип. «Спорт и наука», 1915)
- Седьмое покрывало (Одесса, тип. «Спорт и наука», 1916)
- Чудо в пустыне (Одесса, тип. С. О. Розенштрауха, 1917)

### Авторские издания
- Дни гнева (Тбилиси: «Заря Востока», 1942)

### Переводы

#### На грузинский
- И. Микитенко, Диктатура (пьеса, переведена в 1930 г. для Тифлисского драматического театра)

#### На русский
- Шота Руставели, Витязь в тигровой шкуре (М.: Гослитиздат, 1937)
- Иосиф Тбилели, Дидмоуравиани: Поэма о Георгии Саакадзе (Тбилиси: «Заря Востока», 1944)
- Г. Табидзе, Лирика (Тбилиси: «Заря Востока», 1945)
- Иосиф Тбилели, Великий Моурави: Поэма XVII в. о Георгии Саакадзе (М.: Гослитиздат, 1945)
- Н. Бараташвили, Стихотворения (Тбилиси: «Заря Востока», 1946)
- Г. Н. Леонидзе, Сталин. Эпопея. Книга первая. Детство и отрочество (М.: Гослитиздат, 1947)
- Избранные переводы: Поэты Советской Грузии (Тбилиси: «Заря Востока», 1950)[6]
- Шота Руставели, Витязь в тигровой шкуре (2-е изд., перераб., М.: Гослитиздат, 1953)
- Уиараго, Мамлюк (Тбилиси: «Заря Востока», 1959)

## Киносценарии
- 1932 — Гасан (Чай) (с К. А. Микаберидзе)
- 1934 — До скорого свидания (с Б. Купрашвили)
- 1934 — Последний маскарад (с М. Э. Чиаурели)
- 1938 — Великое зарево (с М. Э. Чиаурели)

## Награды и премии
- орден Трудового Красного Знамени (01.02.1939) — за сценарий фильма «Великое зарево» (1938)
- Сталинская премия первой степени (1941) — за сценарий фильма «Великое зарево» (1938)
- Почётная грамота ЦИК Грузинской ССР и медаль — за перевод на русский язык поэмы Ш. Руставели «Витязь в тигровой шкуре»